# NGC 3132
NGC 3132 is een planetaire nevel in het sterrenbeeld Zeilen (Vela) dat ook wel de Engelse naam Eight-burst Nebula draagt.
De nevel is ongeveer 2000 lichtjaar van ons verwijderd. Foto's van NGC 3132 laten twee sterren zien in het centrum; één is van de 10e magnitude en de ander van de 16e magnitude. De zwakkere van de twee is de centrale ster van de nevel. Met een oppervlaktetemperatuur van 100 000 kelvin zendt deze ster intense ultravioletstraling uit, waardoor de gassen in de nevel licht uitzenden. De nevel breidt zich thans uit met een snelheid van zo'n 14,5 kilometer per seconde.